# Canon-T-Serie
Bei der Canon-T-Serie handelt es sich um die letzten Kleinbild-Spiegelreflexkameras für das Canon FD-Bajonett. Zu ihr gehören in der Reihenfolge des Erscheinens die Modelle T50, T70, T80, T90 und T60. Im Gegensatz zur vorangegangenen A-Serie gibt es unter den T-Modellen teilweise sehr wenige Gemeinsamkeiten. Sowohl technisch als auch gestalterisch sind die Modelle der Serie sehr unterschiedlich, wobei das von Luigi Colani entworfene Spitzenmodell T90 Maßstäbe setzte.
Die T50 als Einsteigerkamera erschien im März 1983 und arbeitet bis auf die Fokussierung vollautomatisch. Die T70 baut auf dem gleichen Grundgehäuse auf, ist aber nicht nur ein Programm-, sondern auch ein Blendenautomat. Sie besitzt als erste Canon-Spiegelreflexkamera eine LCD-Anzeige. Die T80 war 1985 die erste Autofokus-Spiegelreflexkamera von Canon. Sie hat ein gegenüber der T70 erheblich abgewandeltes Gehäuse, es fiel vor allem höher aus. Die T90 besitzt ein vollkommen eigenständiges Design. Diese semiprofessionelle Kamera hat als erste bei Canon die TTL-Blitzbelichtungsmessung.
Die T60 erschien im April 1990 und damit erst nach der Vorstellung des neu entwickelten EOS-Systems. Sie war als Einsteigerkamera gedacht, es handelt sich um eine technisch einfache Kamera eines Fremdherstellers, die nur mit dem Canon-Schriftzug und -Bajonett versehen wurde.

## Gemeinsame Merkmale

### Gehäuse
Mit Ausnahme der T60 haben die Kameras der T-Serie einen fest eingebauten motorischen Filmtransport, und der Filmtransporthebel entfiel. Bei den T70 bis T90 erfolgt auch das Rückspulen motorisch und es gibt keine Rückspulkurbel mehr. Bei der T60 aber erfolgt der Filmtransport immer manuell, es kann auch kein Motorantrieb angesetzt werden.

### Verschluss
Alle Modelle haben einen vertikal ablaufenden Metall-Schlitzverschluss (gegenüber einem horizontal ablaufenden Tuchverschluss bei der A-Serie).

### Blitzanschluss
Die T-Modelle haben keine Buchse für ein Blitzsynchronkabel mehr, wie es ihn bei den meisten Modellen der A-Serie noch gibt. Damit folgen sie dem allgemeinen Trend, auch bei anderen Herstellern ging man dazu über, auf diesen Anschluss zu verzichten. Synchronkabel mussten von da an mit einem Adapter an den Kontakt im Blitzschuh angeschlossen werden.

## T50

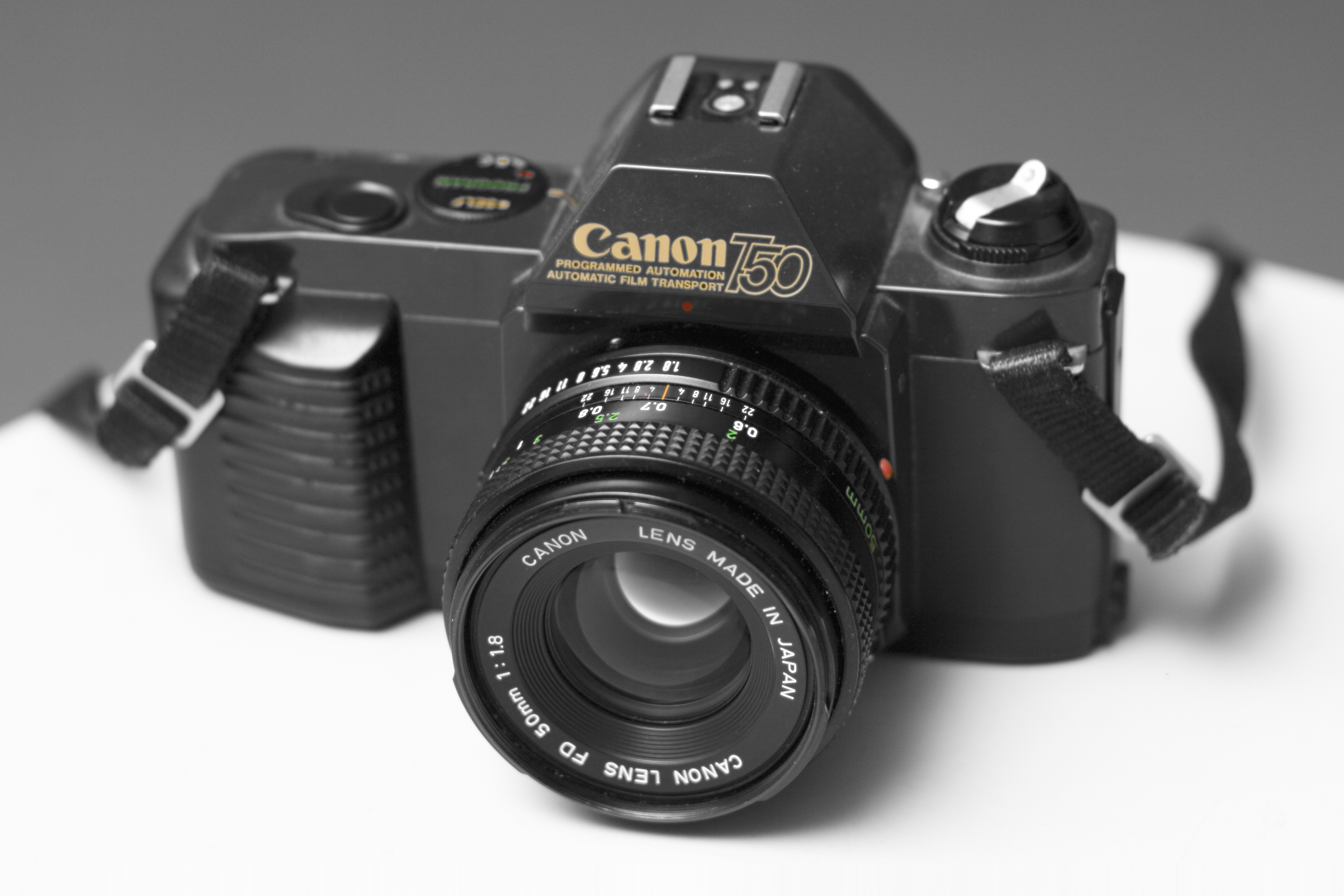
Canon T50

### Zeitraum und Einordnung
Die T50 kam im März 1983 als erste Kamera der T-Serie heraus und blieb bis 1989 im Programm. Als Einsteigerkamera mit Programmautomatik hatte sie zwar keinen Vorgänger, nach ihrem Erscheinen wurde aber das bisherige Einstiegsmodell AV-1 eingestellt.

### Gehäuse
Das Gehäuse war neu konstruiert und gegenüber der A-Serie breiter, um den Filmtransportmotor aufnehmen zu können, der neben dem Verschluss liegt. Das Bildzählwerk funktioniert mechanisch.

### Sucher
Der Sucher zeigt den allgemein üblichen Mikroprismenring mit integriertem Schnittbildindikator. Informationen zur Belichtung werden nur durch eine rote und eine grüne LED angezeigt.

### Belichtungssteuerung
Die T50 hat eine Programmautomatik, wofür der Blendenring des angeschlossenen Objektivs in der Automatikposition stehen muss. Steht er auf einem Blendenwert, dann belichtet die Kamera mit der Blitzsynchronzeit, damit auch Nicht-Systemblitzgeräte verwendbar sind. Es gibt keine Möglichkeit, die Belichtungszeit manuell einzustellen. Die Filmempfindlichkeit kann von ISO 25/15° bis ISO 1600/33° an einem Ring eingestellt werden, der um die Rückspulkurbel liegt.

### Verschluss
Bei der T50 führte der Übergang vom Tuchverschluss der A-Serie zum Metallverschluss noch nicht zu schnelleren Zeiten, es blieb bei 1⁄1000 s als kürzester Verschluss- und 1⁄60 s als Blitzsynchronzeit. Die längste Belichtungszeit beträgt 2 s, eine Stellung B hat die T50 nicht.

### Filmtransport
Der motorische Filmtransport der T50 ist mit einer Bildfrequenz von 1,4/s langsamer als der langsamste motorische Antrieb bei der A-Serie. Allerdings stand bei der T50 die Bedienungsvereinfachung im Vordergrund und nicht das Aufnehmen schneller Serien.

### Stromversorgung
Die T50 ist stromsparend und kommt trotz Motorantrieb mit nur zwei Mignonzellen aus.

### Blitzautomatik
Die T50 besitzt in Verbindung mit dem Speedlite 244T umfangreichere Blitzautomatikfunktionen als von der A-Serie bekannt: Beim Antippen des Auslösers zündet ein Infrarot-Vorblitz, mit dem eine geeignete Blendenzahl bestimmt und an die Kamera übertragen wird. Dafür stehen die Blendenwerte 2,8, 4 und 5,6 zur Verfügung. Die später erschienenen Blitzmodelle 277T und 299T können ebenfalls verwendet werden. Mit den Speedlites für die A-Serie muss wie gewohnt die Blende am Blitzgerät eingestellt werden.

## T70

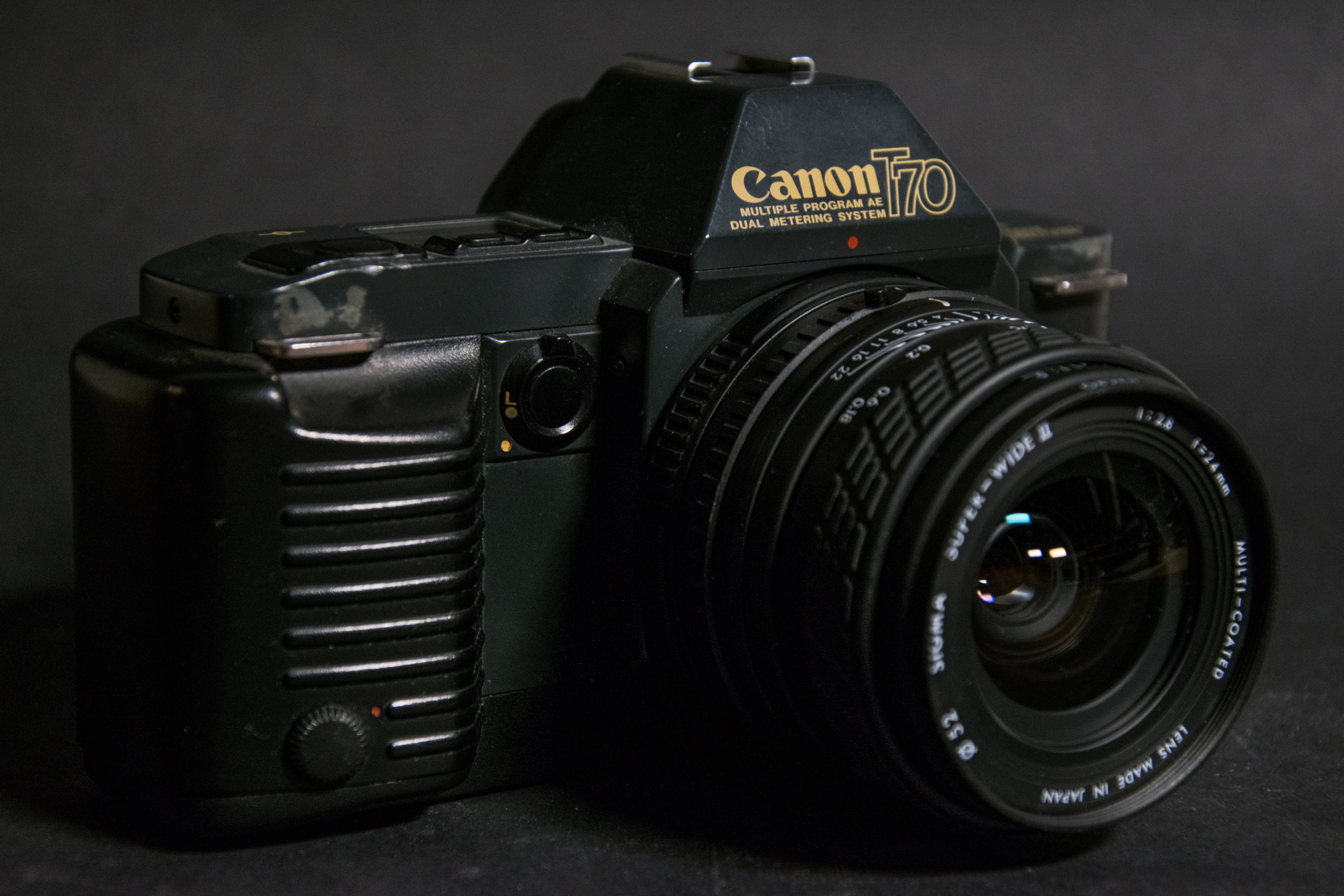
Canon T70 frontal

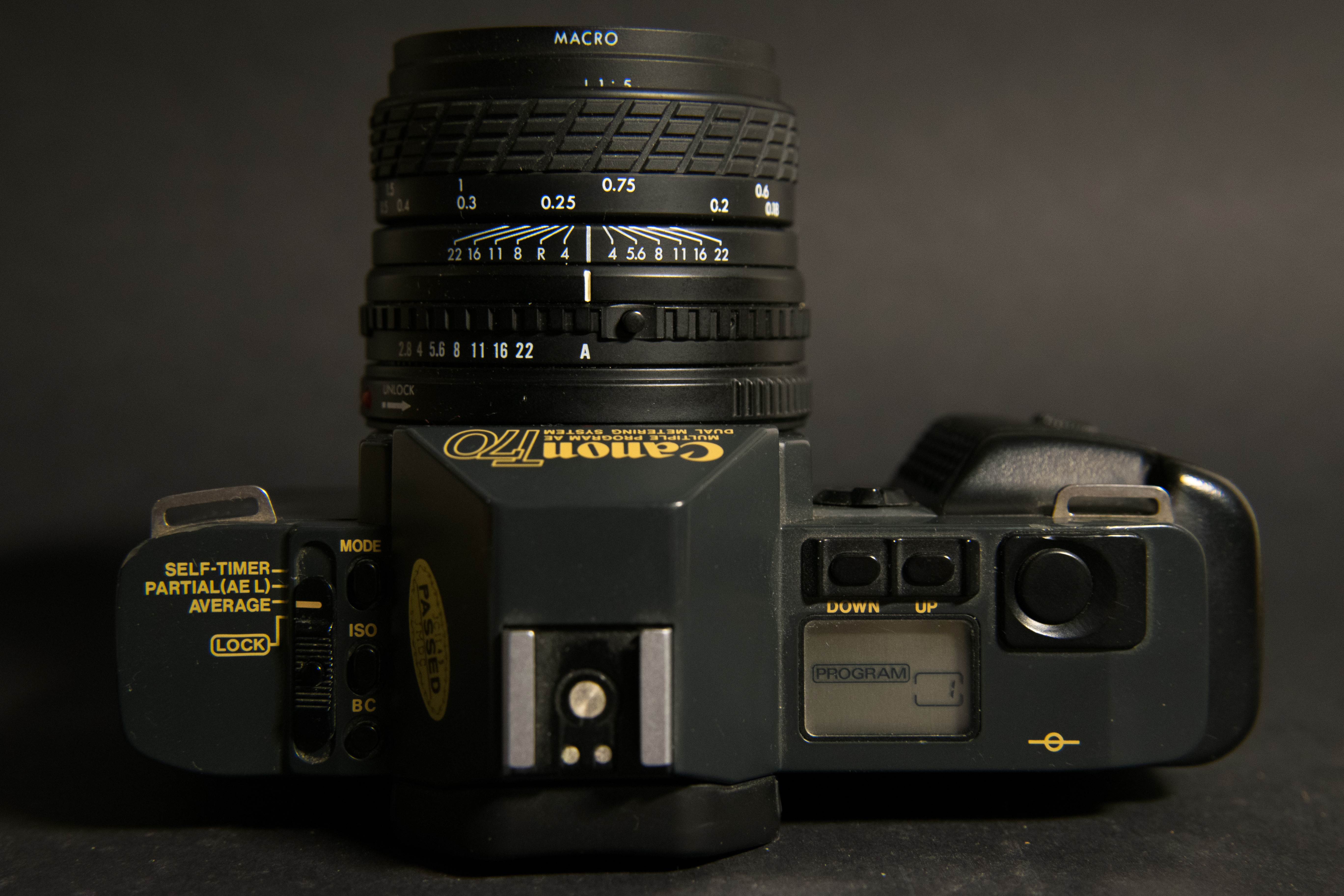
Canon T70 Top

### Zeitraum und Einordnung
Die T70 erschien im April 1984 und löste die AE-1 ab, hat aber auch einige Eigenschaften der noch für eine kurze Zeit weitergebauten AE-1 Program. Das Konzept eines fest eingebauten Motors ohne Filmtransporthebel, also ohne die Möglichkeit, den Film von Hand zu transportieren, war zum Zeitpunkt der Vorstellung nicht mehr umstritten, da es bereits 1979 bei der Konica FS-1 eingeführt worden war.
Die T70 kostete mit ihrem integrierten Motor nur so viel wie die AE-1 ohne Power Winder A. Die AE-1 mit angesetztem Motor war zudem deutlich schwerer und weniger kompakt. Im Vergleich bot sie durch die fortgeschrittene Elektronik weitreichendere Möglichkeiten bei der Belichtungssteuerung, aber einen langsameren Filmtransport.

### Gehäuse
Das Grundgehäuse hat die T70 mit der T50 gemeinsam. Die Betriebsart wird aber nicht mit einem Dreh-, sondern einem platzsparenden Schiebeschalter gewählt, der Raum für ein Flüssigkristalldisplay ließ. Dieses erlaubte ein elektronisches Filmzählwerk, welches erstmals an einer Canon-Spiegelreflexkamera vorkam. Neu war auch die Bedienung mit den Tasten Up und Down: Die meisten Funktionen werden nicht mit einem Schalter, sondern nach Drücken einer Funktionstaste mit Up und Down am Display ausgewählt. Auch die Wahl der Belichtungszeit ging mit Up und Down vonstatten.

### Belichtungssteuerung

#### Messung
Als erste Amateurkamera von Canon bietet die T70 die Möglichkeit, von der mittenbetonten integralen Belichtungsmessung auf Selektivmessung umzuschalten. Die Filmempfindlichkeit wird, nach LCD-Anzeige, von ISO 12/12° bis ISO 1600/33° eingestellt.

#### Blendenautomatik
In dieser Betriebsart wird die Belichtungszeit mit den Tasten Up und Down gewählt und im Display angezeigt. Im Sucher zeigt eine grüne zweistellige Siebensegmentanzeige neben dem rechten Bildrand den zugehörigen Blendenwert. Die Zeit wird wie von Kameras mit einem herkömmlichen Einstellrad gewohnt in ganzen Stufen gewählt, beispielsweise folgt 1⁄250 s auf 1⁄125 s. Bei Unterbelichtung verlängert die Kamera automatisch die Belichtungszeit.

#### Programmautomatik
Wie bei der AE-1 Program kann auch die T70 Blende und Belichtungszeit selbsttätig wählen. Dazu sind in ihrer Elektronik drei Kennlinien gespeichert, neben der normalen eine für Tele- und eine für Weitwinkelobjektive. Weil das FD-Bajonett kein Abfragen der Brennweite erlaubt, muss die Kennlinie manuell am Display ausgewählt werden. Das Weitwinkelprogramm wählt bevorzugt lange Belichtungszeiten, um eine große Schärfentiefe zu erhalten, das Teleprogramm kurze Belichtungszeiten, um ein Verwackeln zu vermeiden.

#### Manuelle Einstellung
Wenn an der Kamera die Blendenautomatik eingestellt ist und der Blendenring am Objektiv auf einen Blendenwert, dann verwendet die Kamera die eingestellten Werte für Zeit und Blende, arbeitet also mit manueller Belichtungssteuerung. Die Kamera zeigt den von ihr ermittelten Messwert im Sucher an, gleichzeitig blinkt dort das M, um auf den manuellen Betrieb hinzuweisen.

#### Arbeitsblenden-Zeitautomatik
Bei nichtgekoppelten Objektiven oder Auszugsverlängerungen kann, mit einem zusätzlichen Symbol auf dem Display, einer stilisierten Blende, die Arbeitsblenden-Zeitautomatik eingeschaltet werden. Dann wählt die Kamera passend zur eingestellten Blende die Verschlusszeit und zeigt diese mit zwei Buchstaben im Sucher an. Da die Anzeige dort nur zwei Ziffern darstellen kann, was zwar für den Blendenwert, nicht aber die Verschlusszeit ausreicht, handelte es sich lediglich um einen Hinweis, welcher Zeitbereich gewählt wurde. HL bedeutete 1⁄125 s, 1⁄180 s, 1⁄250 s oder 1⁄350 s und HH 1⁄500 s, 1⁄750 s oder 1⁄1000 s. Bei langen Zeiten gibt es keine Anzeige.

### Verschluss
Wie die T50 hat die T70 einen vertikal ablaufenden Metall-Schlitzverschluss, wobei die kürzeste Verschlusszeit ebenfalls 1⁄1000 s beträgt, die Blitzsynchronzeit aber bei 1⁄90 s.

### Command Back 70
Die Rückwand der T70 lässt sich gegen das Command Back 70 tauschen, welches eine Dateneinbelichtung und einer Timer- und Langzeitfunktion besitzt. Der eingebaute Blitz für die Einbelichtung muss wie von der A-Serie bekannt mit einer dreistufigen Einstellung an die Empfindlichkeit des eingelegten Films angepasst werden.

#### Dateneinbelichtung
Das Command Back kann einblenden:
- Das Datum bis 2029
- Tag und Uhrzeit in 24h-Anzeige
- Eine bis zu vierstellige Registriernummer, die sich mit jeder Aufnahme erhöht
- Eine sechsstellige Folge aus beliebigen Ziffern oder den Buchstaben A bis G

#### Timer und Langzeitbelichtung
Das Command Back erweitert die Kamerafunktion um:
- Selbstauslöser mit einstellbarer Vorlaufzeit
- Intervalltimer mit einstellbarer Intervallzeit
- Langzeitbelichtung mit einstellbarer Belichtungszeit

### Filmtransport
Der eingebaute Motor der T70 erreicht wie die T50 nur eine Aufnahmefrequenz von 1,4/s. Das war ein Rückschritt gegenüber der AE-1, die mit dem Power Winder A die Frequenz von 2/s erreichte.

### Stromversorgung
Die T70 benötigt wie die T50 zwei Mignonzellen. Zudem besitzt sie eine Lithiumzelle der Größe 2020, deren Lebensdauer mit fünf Jahren angegeben ist und die vom Service gewechselt werden sollte.

### Blitzautomatik
Die Blitzautomatik funktioniert wie an der T50. Zur T70 kam das Speedlite 277T heraus, es können aber auch die Modelle 299T und 244T verwendet werden.

## T80

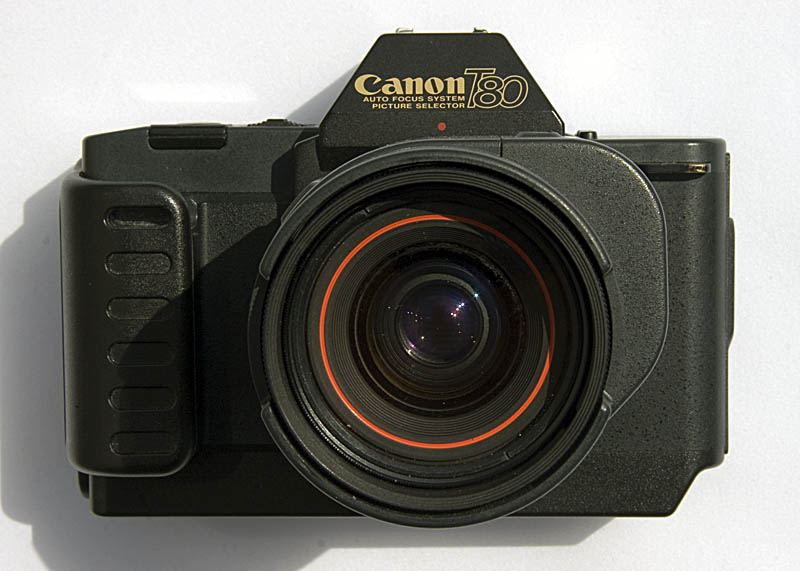
Canon T80

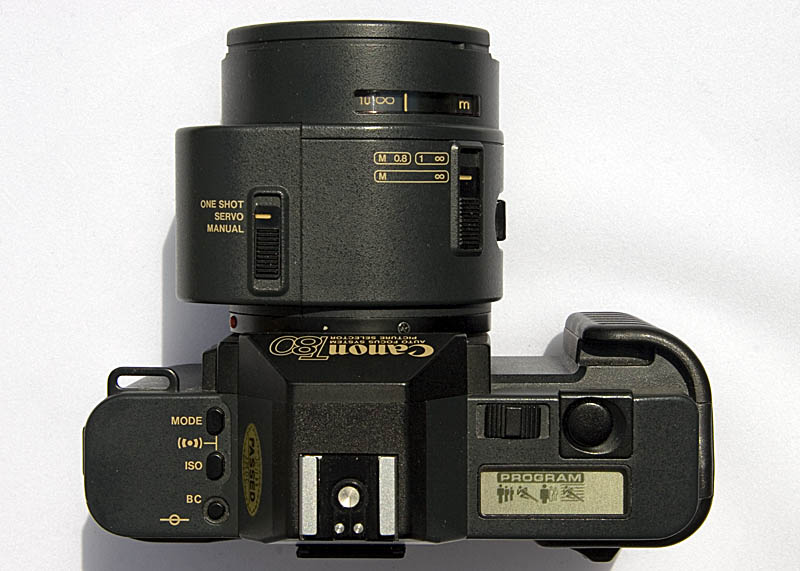
Canon T80

### Zeitraum und Einordnung
Die Autofokuskamera T80 erschien im April 1985, um die Zeit bis zum Erscheinen des noch in der Entwicklung befindlichen EOS-Systems zu überbrücken und der Minolta 7000 etwas entgegensetzen zu können. Die T80 folgte der AL-1 und ergänzte deren Quickfocus-System um eine automatische Scharfeinstellung.
Der Selbstauslöser wird mit dem Hauptschalter eingeschaltet, dann fokussiert die Kamera ebenfalls beim Antippen des Auslösers, also beim Starten des Selbstauslösers.

### Verschluss
Der Verschluss entspricht dem der T70.

### Command Back 80
Das Command Back 80 bietet die gleichen Fähigkeiten wie das Back für die T70. Es unterscheidet sich nur durch die Abmessungen. Die Langzeitbelichtung funktioniert auch im Falle des Command Backs nicht mit den AC-Objektiven.

### Filmtransport
Der motorische Filmtransport entspricht dem der T70 und erreicht ebenfalls eine Bildfrequenz von 1,4/s.

### Sucher
Wie von der AL-1 bekannt, befindet sich in der Mitte des Suchers eine Klammer, in die ein vertikal verlaufender Kontrast in Übereinstimmung gebracht werden muss, auf den die Kamera dann fokussiert.

### Belichtungssteuerung

#### Programmautomatik
Die T80 sollte mit ihrem Autofokus vor allem dem technisch unkundigen Fotografen entgegenkommen und hat deswegen vor allem eine Programmautomatik. Deren Kennlinien werden aber nicht wie bei der T70 mit den Bezeichnungen Weitwinkel und Tele, sondern mit Symbolen auf dem Display ausgewählt. Das Programm Deep (entsprechend Weitwinkel) wählt einen großen Blendenwert und eine lange Belichtungszeit, die Programme Shallow (entsprechend Tele) sowie Stop Action wählen einen kleinen Blendenwert und eine kurze Belichtungszeit. Dazwischen liegt das Standardprogramm.

#### Flowing
Die T80 besitzt eine sehr eingeschränkte Blendenautomatik: Flowing ist für Mitziehaufnahmen gedacht und verlangt die Auswahl aus den Belichtungszeiten 1⁄15 s, 1⁄30 s, 1⁄60 s und 1⁄125 s.

#### Stopped-Down-Modus
Bei ungekoppelten Objektiven oder Auszugsverlängerungen, etwa Zwischenringen, allerdings nur dann, kann die T80 mit Arbeitsblenden-Zeitautomatik arbeiten.

#### Langzeitbelichtung
Die T80 besitzt für Langzeitbelichtungen die Einstellung B. Diese Betriebsart funktioniert nicht mit AC-Objektiven, weil sich hierzu der Blendenring nicht in der Automatikstellung befinden darf und diese Objektive keinen Blendenring haben, also immer im Automatikbetrieb arbeiteten.

#### Filmempfindlichkeit
Wie bei der T70 wird die Filmempfindlichkeit im Display von ISO 12/12° bis ISO 1600/33° eingestellt.

### Autofokus
Die T80 ist die erste Canon-Spiegelreflexkamera mit Autofocussystem und folgt damit der AL-1 mit ihrer Quick Focus genannten Einstellhilfe. Dazu hat sie ein modifiziertes FD-Bajonett, das AC-Bajonett. Im Gegensatz zu den nachfolgenden EOS-Kameras werde die AF-Betriebsarten One Shot und Servo am Objektiv eingestellt. One Shot bedeutet, dass die erste Stufe des Auslösers einmal fokussiert, und Servo, dass fortlaufend fokussiert wird, so lange der Auslöser halb gedrückt bleibt.

### Stromversorgung
Die T80 arbeitet mit vier Microzellen (AAA), wobei Alkalizellen empfohlen, aber auch Zink-Kohle-Zellen möglich sind. Die Batterien liegen quer zur Kamerablickrichtung unter der aufklappbaren Bodenplatte.

### Blitzautomatik
Die Blitzautomatik funktioniert wie bei der T70.

## T90

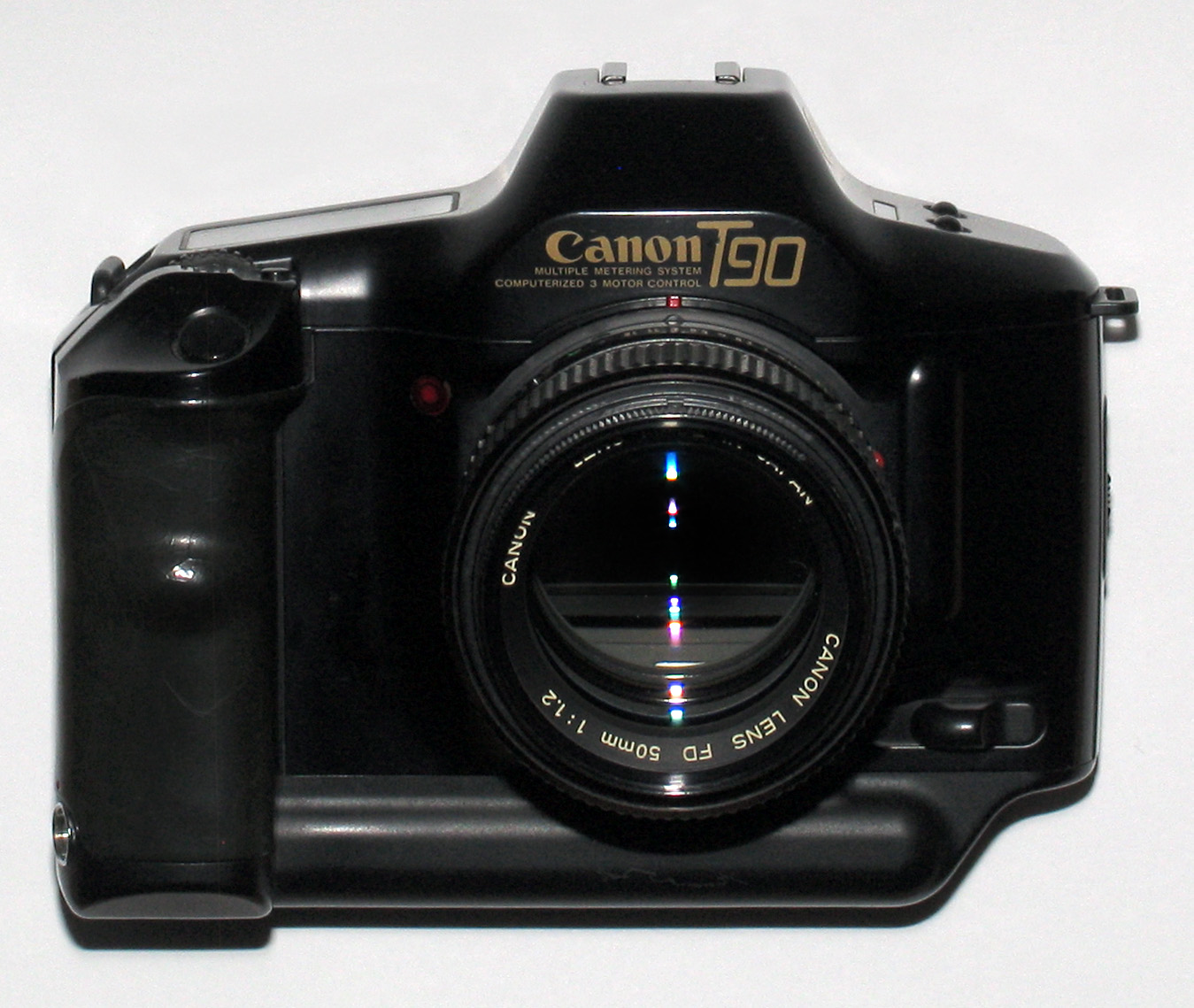
Canon T90

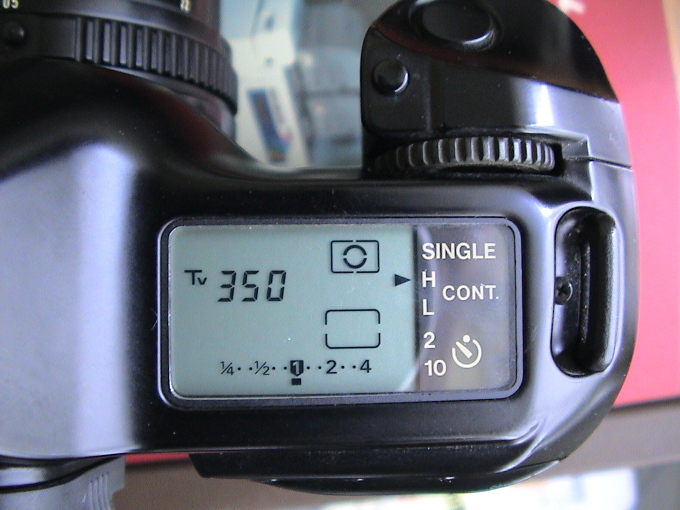
LCD, Einstellrad, Spotmesstaste und Auslöser

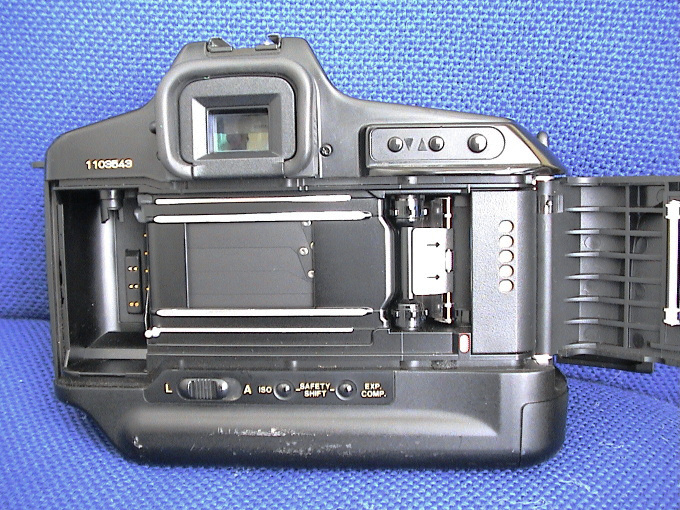
Metallschlitzverschluss und DX-Kontakte in der Filmpatronenkammer

### Zeitraum und Einordnung
Die T90 erschien im Februar 1986 als Top-Modell der Baureihe. Sie löste praktisch die A-1 ab, wenngleich diese noch eine Zeit lang im Programm blieb. Canon gab die elektronische Steuerung der T90 als 7,5× umfangreicher als bei der T70 an und 30× umfangreicher als bei der A-1.

### Gehäuse
Die ergonomische Formgebung der T90 stammt von dem Designer Luigi Colani, mit dem Canon zusammenarbeitete. Dabei folgt die T90 dem Bedienkonzept der T70, wobei ein Einstellrad ohne Anschlag die Tasten Up und Down ersetzt. Dieses Rad erhielten auch sämtliche Modelle der nachfolgenden EOS-Kameras.
Das Design war richtungsweisend für die EOS-Serie, auch die aktuellen Modelle der digitalen Eos 1 basieren noch auf diesem Design. Auch andere Kamerahersteller schienen davon inspiriert worden zu sein.

### Verschluss
Die T90 hat einen vertikal ablaufenden Metallschlitzverschluss (Canon Bezeichnung PMS Dauermagnetverschluss) mit 1⁄4000 s als kürzeste Verschluss- und 1⁄250 s als Synchronzeit. Damit ist er schneller als jener der professionellen Kamera F-1. Die Belichtungszeit kann in halben Stufen von 1⁄4000 s bis 30 s eingestellt werden, was bei den nachfolgenden EOS-Modellen zum Standard wurde.
Der Selbstauslöser besitzt wie von der A-1 gewohnt mit 2 s und 10 s zwei Vorlaufzeiten. Die Canon T90 lässt sich für Mehrfachbelichtungen mit bis zu neun Aufnahmen auf das gleiche Bild einstellen.

### Rückwand

#### Command Back 90
Das Command Back hat den gleichen Funktionsumfang wie jenes für die T70. Die Einstellung der Filmempfindlichkeit wird aber von der Kamera und somit auch von der DX-Kodierung des Films automatisch übernommen.

#### Data Memory Back 90
Das Data Memory Back kann neben den Funktionen des Command Backs auch Belichtungsdaten speichern. Es existieren zwei Versionen des Data Backs, eins für 16 Daten und eins für 6 Daten. Das große Memory Back kann alle Daten für 156 Bilder und den reduzierten Umfang für 338 Bilder speichern. Die Daten können mit der Interface Unit DMB auf einen MSX-Computer gespeichert werden. Es handelt sich um folgende Daten (* = reduzierter Umfang):
- Verschlusszeit *
- Blende *
- Messcharakteristik (Integral, Selektiv, Spot)
- Belichtungsvariante (z. B. Blendenautomatik)
- Blitzbelichtung ja oder nein
- Arbeitsblenden-Messung ja oder nein *
- Belichtungskorrektur ja oder nein
- Bildzahl *
- Filmempfindlichkeit (ISO)
- Manuelle Belichtungseinstellung ja oder nein *
- Bildzählwerk (vierstellig) *
- Datumseinbelichtung (Datum und Uhrzeit)
- Brennweite des benutzten Objektivs (am Command Back 7 Möglichkeiten vor der Aufnahme auswählbar)

Das Data Memory Back war nicht in allen Ländern lieferbar, auch nicht in Deutschland. Der Grund dafür lag in der teuren Prüfung der Elektromagnetischen Verträglichkeit, die für das Gerät wegen der eingebauten Computertechnik erforderlich war und sich für die geringen Verkaufszahlen nicht lohnte.

### Filmtransport
Die T90 erreichte mit dem eingebauten motorischen Filmtransport eine Bildfrequenz von 4,5/s. Sie hat dazu drei Elektromotoren, einen für den Transport des Films nach der Belichtung, einen für den Rücktransport und einen für den Aufzug von Verschluss und Spiegelmechanismus.

### Belichtungssteuerung
Die T90 kann als erste Canon-Spiegelreflexkamera die DX-Kodierung der Filmempfindlichkeit zwischen ISO 25/15° und ISO 5000/38° erfassen. Manuell können Werte von ISO 6/9° bis ISO 6400/39° eingestellt werden. Die T90 fragt auch die von der DX-Kodierung angegebene Anzahl der Aufnahmen ab und kann auf Tastendruck die Zahl der verfügbaren Aufnahmen im Sucher anzeigen. Dies geschieht für die letzten 9 Aufnahmen mit einer einstelligen Siebensegment-Anzeige, davor mit sechs übereinanderliegenden Punkten, die nacheinander erlöschen.

#### Belichtungsmessung
Die Belichtungsmessung kann zwischen mittenbetonter Integral-, Selektiv- und Spotmessung umgeschaltet werden. Die Selektivmessung erfasst 13 %, die Spotmessung 2,7 % des Bildes. Mit letzterer kann bei der Mehrfachspotmessung der Durchschnitt aus bis zu acht Messungen gebildet werden.
Der Sensor für die Spotmessung befindet sich unten im Spiegelkasten. Er erhält das Licht durch einen Hilfsspiegel, genauso, wie auch das Quick Focus an der AL-1 funktioniert. Aus diesem Grund konnten die nachfolgenden EOS-Kameras die Spotmessung nicht übernehmen, da deren Autofokus-System eine Entfernungsmessung wie bei der AL-1 benötigte.

#### Programmautomatik
Die T90 bietet 6 wählbare Kennlinien für die Programmautomatik, drei für Weitwinkel- und drei für Teleobjektive. Im Gegensatz zur T70 und wie bei der A-1 zeigt die T90 dabei Zeit und Blende im Sucher an.

#### Zeitautomatik
Die Zeitautomatik wird mit der Buchstabenkombination Av im LCD ausgewählt. Wie von der A-1 gewohnt verbleibt der Blendenring am Objektiv in der Stellung A und wird die Blendenzahl an der Kamera eingestellt sowie Blendenzahl und Verschlusszeit im Sucher angezeigt. Außerdem zeigt das LCD die eingestellte Blende an.

#### Blendenautomatik
Die Blendenautomatik wird mit der Buchstabenkombination Tv im LCD angewählt. Der Sucher zeigt dann Blendenzahl und Verschlusszeit, das LCD die gewählte Blendenzahl an.

#### Manuelle Einstellung
In der Stellung Zeitautomatik kann die T90 auch mit manueller Belichtungseinstellung betrieben werden, indem der Blendenring des Objektivs aus der Automatikstellung gedreht wird.

#### Arbeitsblenden-Zeitautomatik
Wie bereits von der A-1 bekannt, kann auch mit Arbeitsblenden-Zeitautomatik gearbeitet werden. Dazu muss an der Kamera der Schieber zum Abblenden eingerastet sein und die Zeitautomatik eingestellt sein.

### Stromversorgung
Die Automatisierung mit den drei Elektromotoren hat Canon besonders stromsparend ausgelegt, um mit wenigen Batterien auszukommen und die Kamera damit klein und leicht zu halten. Sie arbeitet mit nur 4 Mignonzellen, die sich in einem Magazin befinden, das man seitlich aus der Kamera herausziehen kann. Dabei hat der Hersteller sogar Zink-Kohle-Batterien zugelassen. Demgegenüber benötigt der Motorantrieb der A-1 noch 12 Mignonzellen.

### Blitzautomatik
Den bedeutendsten technischen Fortschritt für das Canon-Programm brachte die TTL-Blitzbelichtungsmessung, mit der sich Canon ungewöhnlich viel Zeit gelassen hatte, obwohl sie einen großen Nutzen brachte und es beispielsweise ein häufiges Kaufargument für Olympus war, wo es so etwas bereits seit 1975 gab. Dafür war das Canon-System dann besonders aufwendig. Es funktioniert mit dem Canon Speedlite 300 TL.
Für die Neuerungen bei der Blitzautomatik gibt es nun vier anstatt bisher zwei Zusatzkontakte im Blitzschuh. Diese ermöglichen einen digitalen Informationsaustausch, der auch die Filmempfindlichkeit umfasst, welche das Blitzgerät von der Kamera übernimmt. Außerdem funktioniert die Blitzautomatik nicht mehr nur bei bestimmten Blendenzahlen.

#### A-TTL
Die Canon-Bezeichnung Advanced-TTL bedeutet, dass nicht nur eine TTL-Blitzmessung erfolgt, sondern mit einem Messblitz nach Antippen des Auslösers die Verschlusszeit im Bereich von 1⁄60 s bis 1⁄250 s und die Blendenzahl bestimmt wird. Für diese Betriebsart muss sich der Blendenring am Objektiv in der Stellung A befinden und das Blitzgerät auf P stehen. Die Blitzbelichtungsmessung erfolgt dann während der Aufnahme.
Im A-TTL-Betrieb kann man auch mit Blenden- oder Zeitautomatik arbeiten. Antippen des Auslösers zündet den Messblitz und im Sucher blinkt die Blendenzahl, falls die Blitzleistung für ein korrekt belichtetes Bild nicht ausreicht.

#### FE-Lock
Befindet sich das Blitzgerät in der Stellung FEL, dann kann durch Drücken der Spotmesstaste die Helligkeit mit mehreren Messblitzen an verschiedenen Stellen des Motivs TTL gemessen werden. Der Durchschnittswert wird anschließend automatisch bestimmt und gespeichert.
Dieses Spot-Messsystem für Blitzaufnahmen gab es weltweit erstmals bei der Canon T90 und kam an den nachfolgenden EOS-Kameras nicht mehr vor, da sie wegen ihres Autofokus-Systems keine Spotmessung mehr haben.

#### Synchronisation auf dem zweiten Verschlussvorhang
Bei Langzeitbelichtungen kann am 300 TL die Synchronisation auf den zweiten Verschlussvorhang eingestellt werden. Dann löst der Blitz erst unmittelbar vor Ablauf der Verschlusszeit aus. Dadurch werden Bewegungseffekte durch die Langzeitbelichtung in Bewegungsrichtung hinter dem durch das Anblitzen scharf dargestellten Objekt abgebildet. Dies betrifft beispielsweise die Leuchtspuren eines Fahrzeugs. Dieser Effekt konnte bei Canon mit der T90 erstmals erzielt werden und kam dann auch beim nachfolgenden EOS-System vor.

## T60

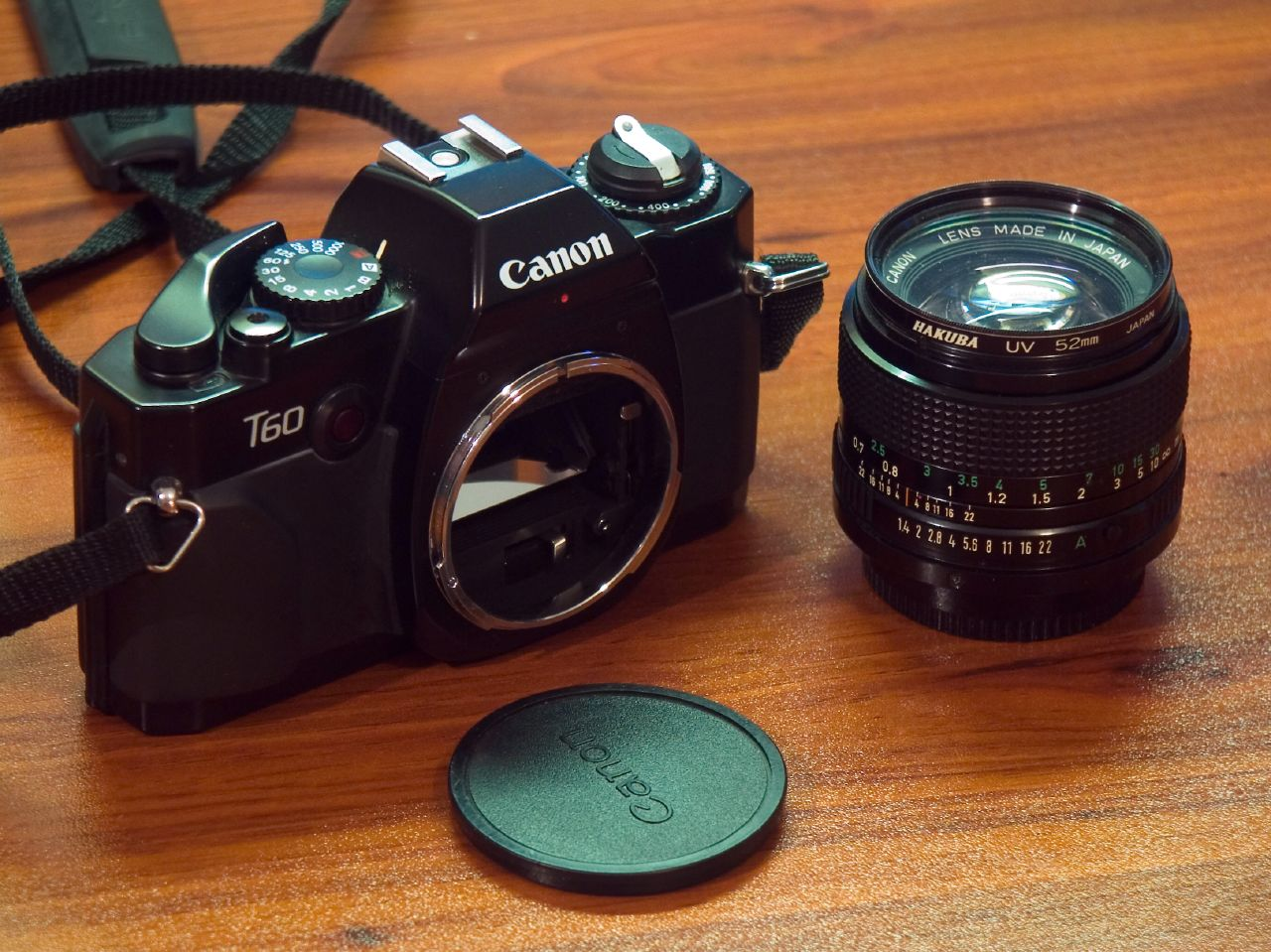
Canon T60

### Zeitraum und Einordnung
Die T-60 erschien im April 1990, und damit erst nach der Vorstellung des EOS-Systems, als preisgünstige Kamera für Gelegenheitsfotografen. Sie ist ein Zeitautomat und in ihren Merkmalen ungefähr mit der Canon AV-1 vergleichbar. Es gab aber keinen motorischen Filmtransport als Zubehör.
Die T60 ist nicht auf dem japanischen Markt angeboten worden.

### Gehäuse
Die T-60 stellte Canon nicht selber her, sondern kaufte sie bei Cosina ein. Dieser Kamerahersteller produzierte nicht nur Kameras mit eigenen Namen für den Vertrieb über den Fachhandel, sondern auch mit fremden Label für Versandhäuser. Um ein besonders preisgünstiges Modell anbieten zu können, machte Canon von dieser Fremdfertigung Gebrauch. Somit handelte es sich um ein vollkommen eigenständiges Modell, welches bis auf das Bajonett kein Teil mit den übrigen Canon-Kameras gemeinsam hat. Die einfache Konstruktion zeigt sich auch daran, dass kein Anschluss für einen motorischen Filmtransport existiert.

### Sucher
Der Sucher zeigt die Standardkombination Mikroprismenring und Schnittbildentfernungsmesser. Die Belichtungszeit wird mit einer Leuchtdiodenkette angezeigt. Insgesamt gibt es 16 LEDs, davon 12 für die Kette und je eine für:
- Auto – Die Kamera befindet sich in der Zeitautomatik-Stellung
- M – Die Kamera befindet sich der Stellung Manuell
- Over – Überbelichtung
- LT – Long Time, die Verschlusszeit liegt zwischen 1 s und 8 s

Die LED-Kette befindet sich nicht wie bei Canon üblich neben dem rechten, sondern neben dem linken Bildrand. Auch daran kann man erkennen, dass es sich um ein Produkt eines Fremdherstellers handelt.

### Belichtungssteuerung
Die Filmempfindlichkeit kann von ISO 25/15° bis ISO 1600/33° eingestellt werden.

#### Zeitautomatik
Wie die Cosina-Kameras hat die T60 eine Zeitautomatik. Wie schon bei der AV-1 wird die Blende am Objektiv eingestellt. Der Verschlusszeitenbereich reicht dabei von 1⁄1000 s bis zu 8 s.

#### Manuelle Belichtung
Über ein Verschlusszeitenrad ist die Zeit auch manuell einstellbar im Bereich von 1 s bis 1⁄1000 s, und es gibt die Position B (Bulb).

### Stromversorgung
Da die T-60 keinen Filmtransportmotor besitzt, genügen zwei Knopfzellen des Typs LR 44.

### Blitzautomatik
Die T60 hat im Gegensatz zu den übrigen Kameras der T- und der A-Serie keine Zusatzkontakte im Blitzschuh. Sie stellt darum bei Verwendung der Canon Systemblitzgeräte nicht automatisch die Blitzsynchronzeit ein. Dies liegt daran, dass die Zusatzkontakte auch bei der originalen Cosina-Kamera fehlen und man nur die Änderungen vorgenommen hat, die für die Verwendung von FD-Objektiven unbedingt erforderlich waren.